# Infiniti QX80
La Infiniti QX80 è un'autovettura di alta gamma con finiture lussuose prodotta dalla casa automobilistica giapponese Infiniti dal 2004 in tre generazioni. L'unica carrozzeria disponibile è SUV cinque porte. Ha sostituito la più piccola Infiniti QX4, costruita fino al 2002. Fino al 2013 era denominata Infiniti QX56. Come la maggior parte dei suoi concorrenti, non è ufficialmente offerta in Europa.

## La prima serie: 2004-2010

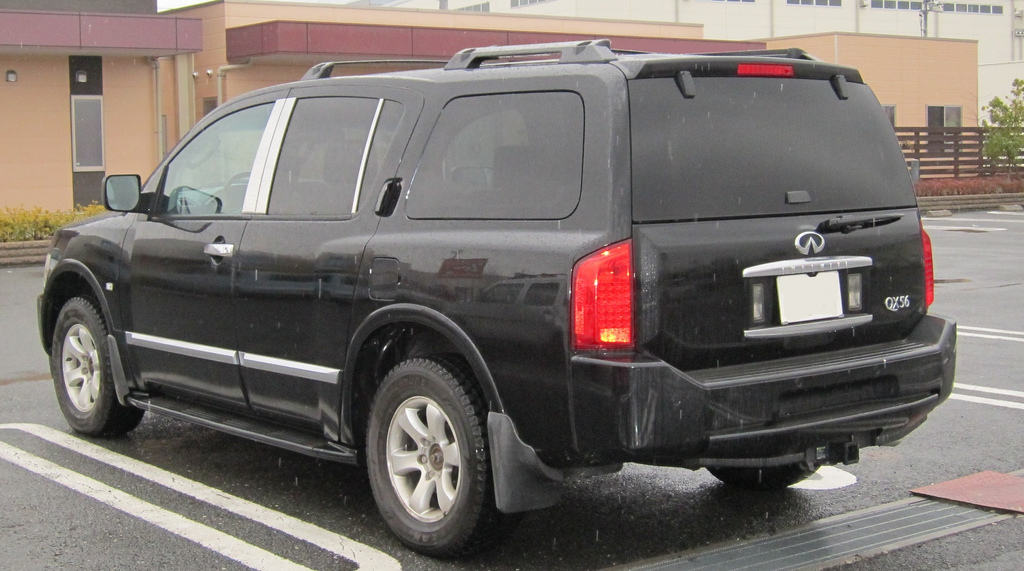
Il retro di una Infiniti QX56 prima serie

Nel 2004 fu introdotta la prima serie della QX56, ora basata sulla Nissan Armada (la QX4 era invece basata sulla Nissan Pathfinder). La prima serie della QX56 è sostanzialmente la versione di lusso dell'Armada perché la tecnologia e il design non differivano altro che per gli interni. La prima serie della QX56 competeva con la Cadillac Escalade e la Lincoln Navigator.
Con l'interruzione della produzione della Q45 (che aveva un prezzo superiore alla QX56), la QX56 era la Infiniti più costosa venduta in Nord America. Nel 2007 la prima serie della QX56 fu oggetto di un leggero restyling. Tra le novità, la calandra fu leggermente modificata e gli interni vennero ridisegnati. L'offerta dei dispositivi installati di serie crebbe. Ad esempio i cerchioni cromati da 20 pollici furono ora offerti di serie.
La prima serie della QX56 è alimentata da un motore a benzina V8 da 5,6 L di cilindrata erogante 320 CV di potenza e 533 N⋅m di coppia. È a trazione posteriore, mentre il cambio è automatico a cinque rapporti. Era disponibile anche in versione a trazione integrale controllata elettronicamente con quattro possibili preimpostazioni per terreni rocciosi, neve, sabbia o fango.

## La seconda serie: 2010-2024

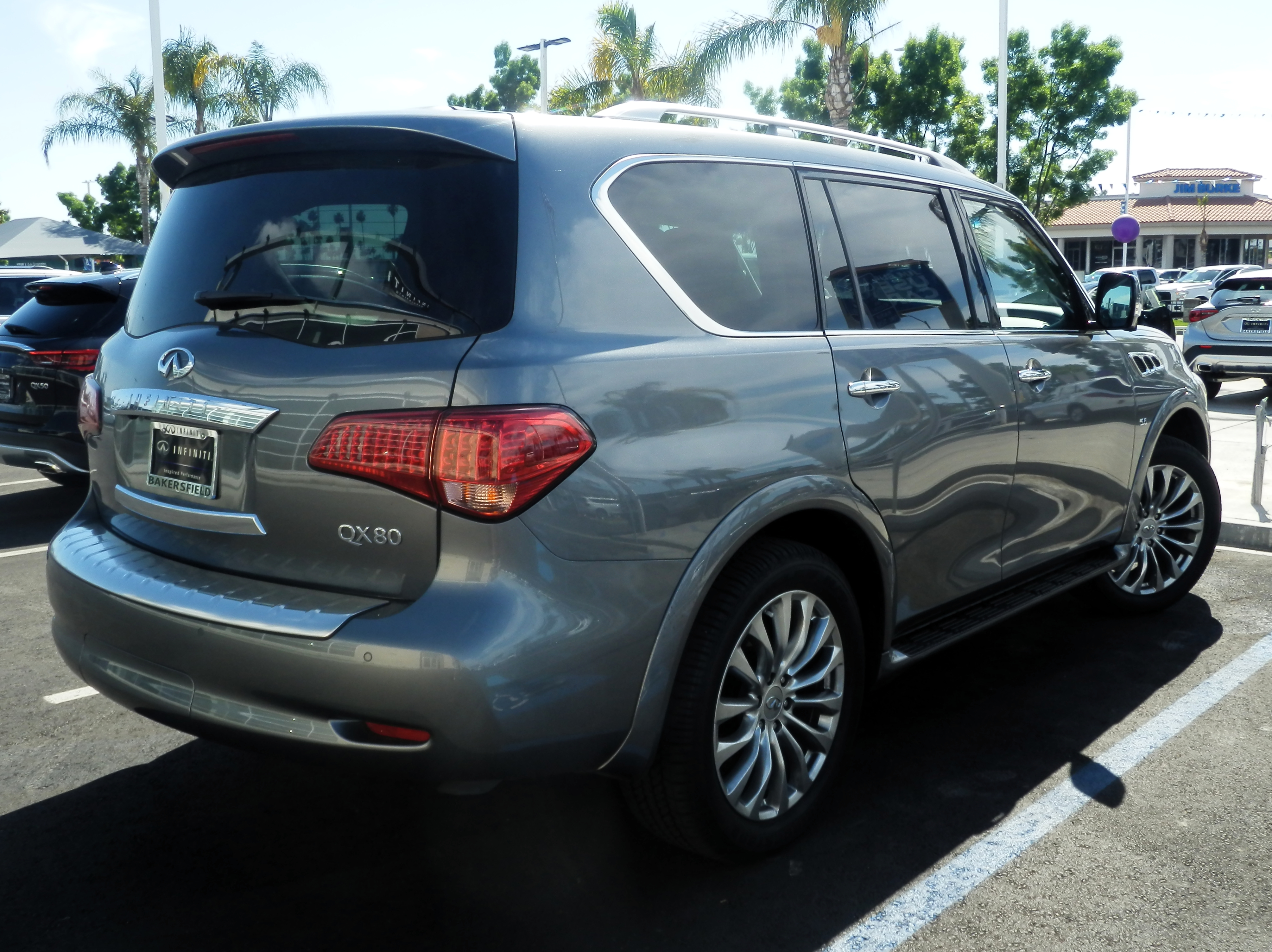
Il retro di una Infiniti QX80 seconda serie

La seconda generazione della QX56 è stata presentata per la prima volta il 31 marzo 2010 al salone dell'automobile di New York. La seconda serie della QX56 era basata sulla Nissan Patrol, che non era disponibile in Nord America. Oltre al Nord America, la seconda serie di QX56 era ora offerta anche in Messico, Medio Oriente e Cina, dove la Nissan Patrol non veniva più offerta. Rispetto alla generazione precedente, la seconda serie della  QX56 è più lunga e larga, e ha un frontale diverso anche rispetto alla Patrol. La seconda serie della QX56 è alimentata da un motore a benzina V8 da 5,6 L di cilindrata erogante 405 CV di potenza e 560 N⋅m di coppia. È a trazione posteriore, mentre il cambio è automatico a sette rapporti.
Il motore era di nuova concezione, con iniezione diretta e fasatura variabile delle valvole. Come la serie precedente, anche la seconda generazione della QX 56 è dotata di trazione integrale controllata elettronicamente con quattro possibili preimpostazioni per terreni rocciosi, neve, sabbia o fango. Dispone inoltre di un telaio a controllo elettronico che solleva o abbassa idraulicamente in modo automatico la vettura.
Oltre all'ABS, alla frenata assistita, all'ESP e al sistema di illuminazione anteriore adattivo AFS, la seconda serie della QX56 dispone di una chiamata di emergenza attivata automaticamente in caso di collisione, e di otto airbag, inclusi quelli per le ginocchia per il conducente e il passeggero anteriore, nonché gli airbag anteriori per i passeggeri della fila posteriore di sedili. In seguito alla decisione della Infiniti di rinominare l'intera gamma, la QX56 venne denominata QX80 a partire dal model year 2014. Nel 2017 la seconda serie della QX80 fu oggetto di un restyling. Oltre alle dimensioni pressoché invariate, la QX80 ora poteva essere configurata in modo tale da ospitare fino a un massimo di otto passeggeri ed era ora dotata di una telecamera installata sullo specchietto retrovisore esterno, la cui immagine può essere proiettata sullo specchietto retrovisore interno.

## La terza serie: 2024-

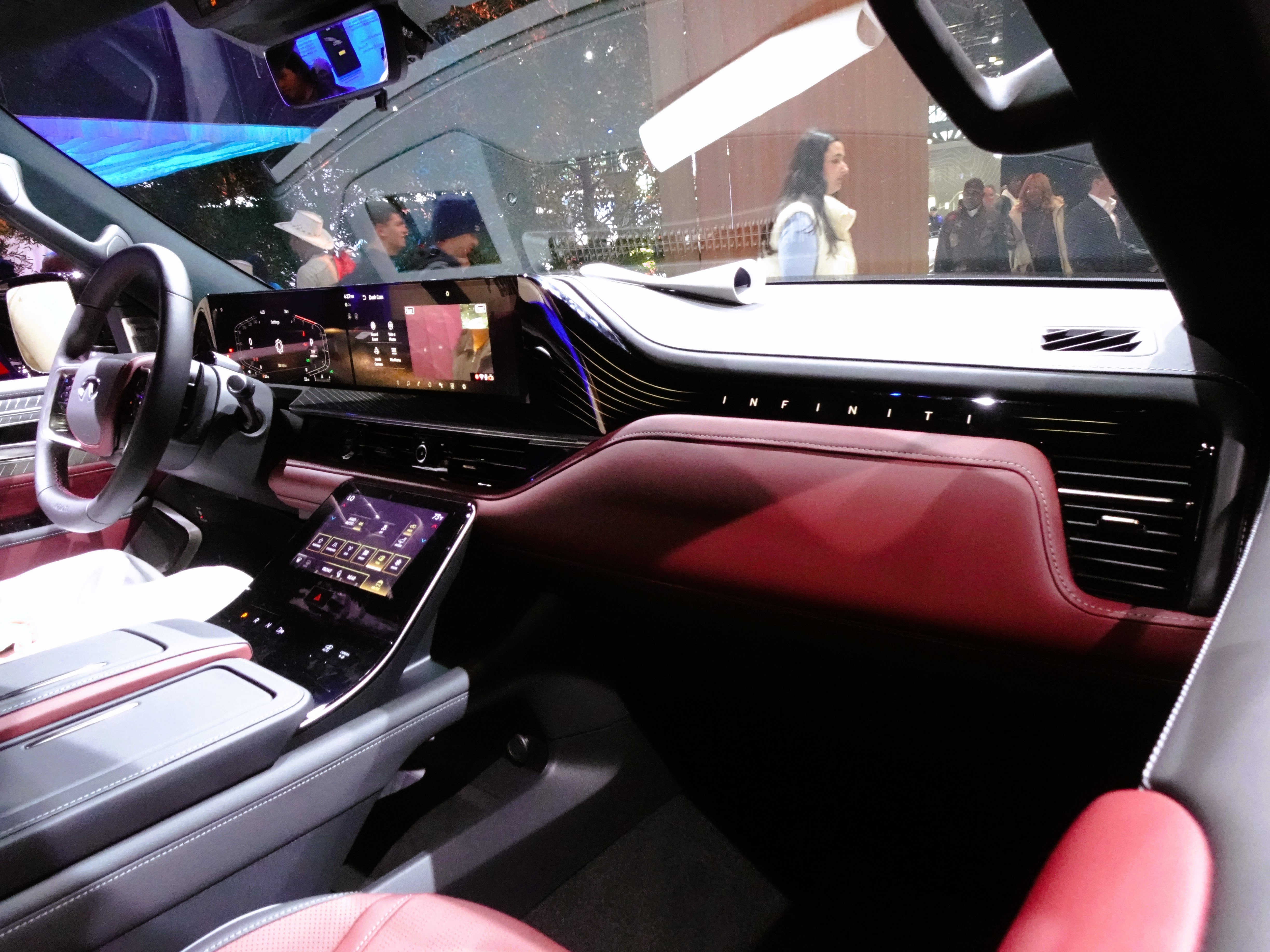
Gli interni di una Infiniti QX80 terza serie

La terza generazione della QX80 è stata presentata il 17 agosto 2023 come concept car. Il modello di produzione è stato introdotto nel marzo 2024 per il model year 2025 con quattro livelli di allestimento: Pure, Luxe, Sensory e Autograph. La terza serie QX80 è strettamente imparentata, da un punto di vista tecnico, con i modelli Nissan Armada e la Nissan Patrol, anch'essi rivisti.
La terza serie della QX80 è alimentata da un motore a benzina V6 biturbo da 3,5 L di cilindrata erogante 457 CV di potenza e 700 N⋅m di coppia. È a trazione posteriore o integrale, mentre il cambio è automatico a nove rapporti.